# Edwin Armstrong

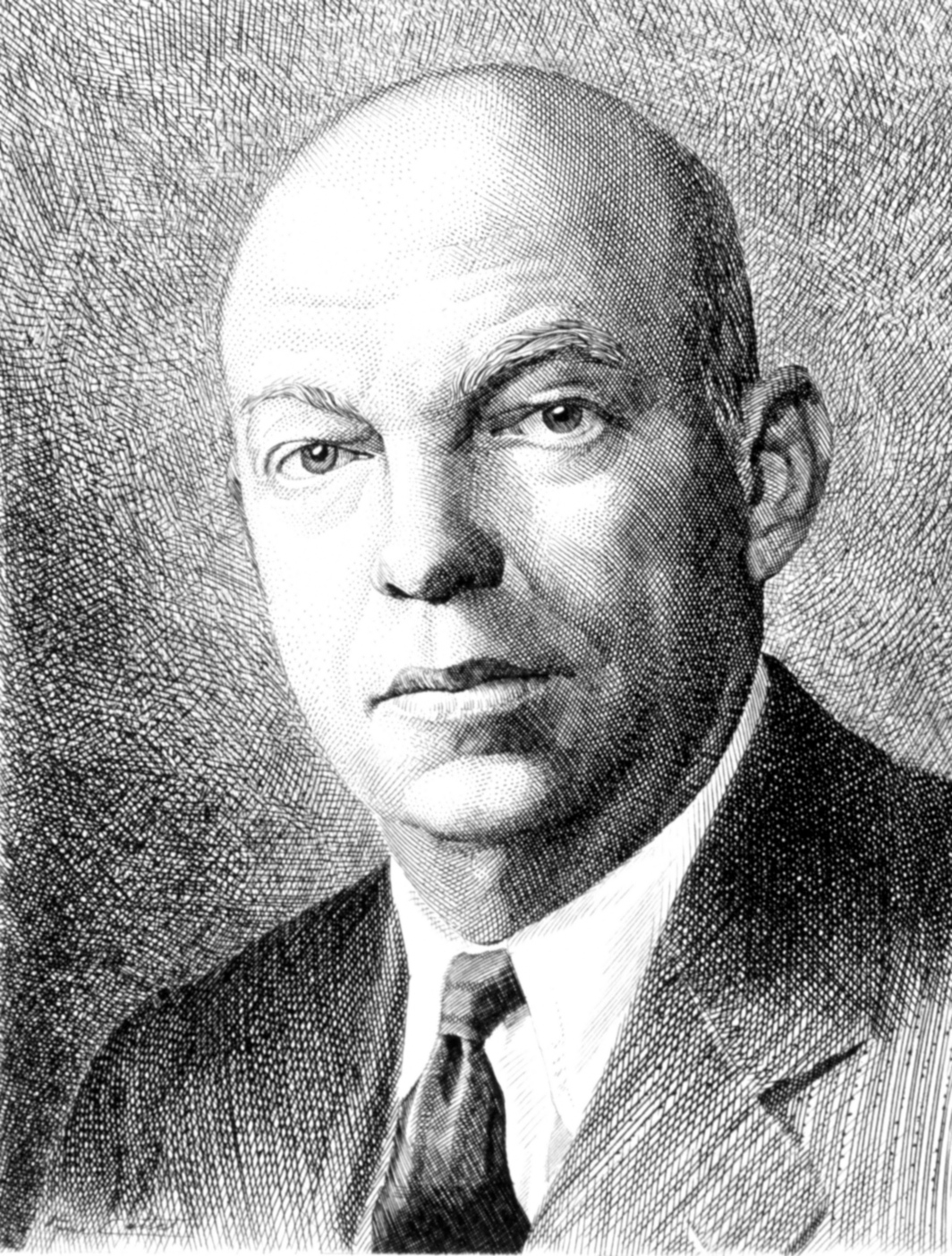
Edwin Armstrong rond 1954

Edwin Howard Armstrong (New York, 18 december 1890 – aldaar, 31 januari 1954) was een Amerikaanse elektrotechnisch ingenieur, radiopionier en uitvinder. Hij was de belangrijkste radiopionier van de eerste helft van de 20e eeuw. Zo ontwikkelde hij frequentiemodulatie en de heterodyne, die belangrijk bleven in de werking van de radio. Hij studeerde elektrotechniek aan de Columbia University. 
Armstrong was de uitvinder van de FM radio. Hij vond ook het regeneratieve circuit uit (terwijl hij nog maar net begonnen was aan de Columbia University) en nam een octrooi op de vinding in 1914, op de super-regeneratieve ontvanger in 1922 en op de superheterodyne ontvanger in 1918.  
Frequentiemodulatie werd door hem uitgevonden in 1933. Frequentiemodulatie (FM) levert een aanzienlijk betere ontvangst dan zijn voorganger amplitudemodulatie (AM). De gevestigde belangen, lees de elektronica-industrie (RCA) en de zendgemachtigden, hebben zich lange tijd verzet tegen de invoering van het nieuwe superieure radiosysteem. Dit leidde tot jaren durende processen over Armstrongs octrooien.
In 1917 ontving Armstrong de eerste IEEE Medal of Honor van het Institute of Radio Engineers (IRE), het latere IEEE. Er ontbrandde een jarenlange felle strijd om de basisoctrooien van de nieuwe radiotechnologie, die in het begin van de 20e eeuw zeer populair was geworden. Armstrongs octrooien speelden een belangrijke rol in deze strijd. Het Amerikaanse Hooggerechtshof wees in 1940 het eerste recht van  een belangrijk radio-octrooi toe aan Lee de Forest. Radio-ingenieurs, echter, vonden dat het Hooggerechtshof dwaalde daar zij vonden dat dit recht toekwam aan Edwin Armstrong, en zij weigerden deze uitspraak te accepteren. Het bestuur van de Institute of Radio Engineers (IRE), nu IEEE, dat in 1917 Armstrong eerde met hun hoogste onderscheiding, de Medal of Honor, weigerde tijdens een dramatische vergadering deze Medal of Honor te accepteren, die Armstrong wilde teruggeven omdat hij zelf vond dat hij hem niet verdiend had. In plaats daarvan kreeg hij een staande ovatie. Het Franklin Institute nam een nog krachtiger standpunt in: een jaar later, in 1941, ontving Armstrong de Franklin Medal, de hoogste Amerikaanse wetenschappelijke onderscheiding. Weer een jaar later, in 1942, ontving hij de hoogste onderscheiding van de American Institut of Electrical Engineers, AIEE, nu samen met IRE de IEEE, de IEEE Edison Medal, "For distinguished contributions to the art of electric communication, notably the regenerative circuit, the superheterodyne, and frequency modulation".
In 1954 pleegde hij zelfmoord omdat hij geen uitweg meer zag in de financiële beslommeringen die zijn vele octrooiprocessen met RCA over zijn FM-octrooi met zich meebrachten. Slechts enige jaren na zijn dood maakte Siemens royalty's over naar de weduwe van Armstrong; RCA en andere elektronicafirma's volgden later.
- Biblioteca Nacional de España: XX5039684
- Gemeinsame Normdatei: 119066483
- International Standard Name Identifier: 0000 0001 1438 9385
- Library of Congress Control Number: n86823147
- Nationale Bibliotheek van Tsjechië: ntk2011627742
- SNAC: w6mk7cxk
- Système universitaire de documentation: 083362592
- Virtual International Authority File: 18023584
- WorldCat: E39PBJwxFGdGYdMx3RcRBPMXVC